# Janez Žirovnik
Janez Žirovnik, slovenski kolesar, * 30. julij 1935, Ljubljana.
Žirovnik je za Jugoslavijo nastopil na Poletnih olimpijskih igrah 1960 v Rimu, kjer je v posamični konkurenci osvojil 8. mesto, ekipno pa je reprezentanca Jugoslavije v kronometru na 100 kilometrov osvojila 15. mesto. Leta 1960 je zmagal na Dirki po Jugoslaviji, v letih 1958 in 1973 pa je bil tretji. V letih 1960 in 1961 je osvojil naslov prvaka na državnem prvenstvu Jugoslavije v cestni dirki v letih 1956 in 1958 pa je bil tretji.
Leta 2012 je bil sprejet v Hram slovenskih športnih junakov.